# Maidan (Népal)
Maidan (en népalais : मैदान) est un comité de développement villageois du Népal situé dans le district d'Arghakhanchi. Au recensement de 2011, il comptait 4 288 habitants.